# ピットメドウズ
ピットメドウズ（英語：Pitt Meadows）は、カナダのブリティッシュコロンビア州南西部にある小都市。メトロバンクーバーに属し、バンクーバー都市圏の一部を形成している。

## 歴史
およそ1,000年前から先住民が住んでいたとされ、1874年に初めてヨーロッパ人が入り、入植が始まった。ピットメドウズ地区が設立されたのは、1914年4月23日で、都市の名は、イギリスの前首相ウィリアム・ピットから名付けられたとされるピット川とピット湖の名から来ている。

## 地理
広大な氾濫原が市内にあり、西はピット川と接しており、対岸にはポートコキットラム、東とはメイプルリッジと接している。北にはピット湖があり、北部のエリアには野生動物が多く住む泥炭湿原が広がっている。

## 交通
CPRが街の中心部を横断しており、2003年、市内西部にある集積配送センターが拡張された。
トランスリンクのウエストコーストエクスプレスによってバンクーバー市とミッション市に結ばれている。
また、ピットメドウズ空港が近くにあるため高層建築に厳しい規制がかけられている。

## 経済
農業が盛んな地域だが市内にはメイプルリッジとの境にショッピングセンターが新しくできるなど商業施設の発達が見られる。農業における主な農作物はクランベリーとブルーベリーで、花などの温室栽培も盛んである。